# Hermenegildo Alóitez
Hermenegildo Alóitez (c. 898-966), fue un magnate, miembro de la más alta nobleza gallega del siglo X y conde de Présaras. 

## Entorno familiar
Sus padres fueron los condes Aloito Gutiérrez y Argilo Alóitez, esta última hija de los condes Aloito y Paterna, fundadores del monasterio de San Salvador de Cines en Oza-Cesuras.
Hermenegildo era miembro de una familia muy relevante con vínculos con la corona y la iglesia. Uno de sus tíos paternos fue Hermenegildo Gutiérrez, conde de Tuy que luchó contra los ejércitos musulmanes y conquistó Oporto y Coímbra y fue el padre de la reina Elvira Menéndez, esposa del rey Ordoño II de León, abuelo de san Rosendo, de Adosinda Gutiérrez, la primera esposa del rey Ramiro II de León, y abuelo materno del conde Osorio Gutiérrez «el conde santo», fundador del monasterio de Lorenzana. También pudo ser su tío un conde llamado Osorio, el otro abuelo de la reina Adosinda y abuelo paterno de Osorio Gutiérrez «el conde santo». Hermenegildo tuvo tres hermanos; Gundesindo Alóitez, obispo de Iria Flavia, Arias, y el conde Gutierre Alóitez.

## Esbozo biográfico
Participó en las disputas nobiliarias de su época. En 920, fue nombrado conde de Présaras por el rey Ramiro II de quien fue su mayordomo entre 937 y 949. En 952, junto con su esposa, Paterna Gundesíndiz, fundó el monasterio de Santa María de Sobrado de los Monjes. Este monasterio fue heredado por sus descendientes miembros de la Casa de Traba y casi dos siglos después, en enero de 1142, dos de los miembros más destacados de este linaje, Fernando y su hermano Bermudo Pérez de Traba, entregaron el monasterio a los monjes cistercienses. En 958 el matrimonio traspasó el condado de Présaras al monasterio que habían fundado. Al final de su vida, se retiró y vivió como monje a partir de 958 hasta su muerte antes del 10 de diciembre de 966.

## Matrimonio y descendencia

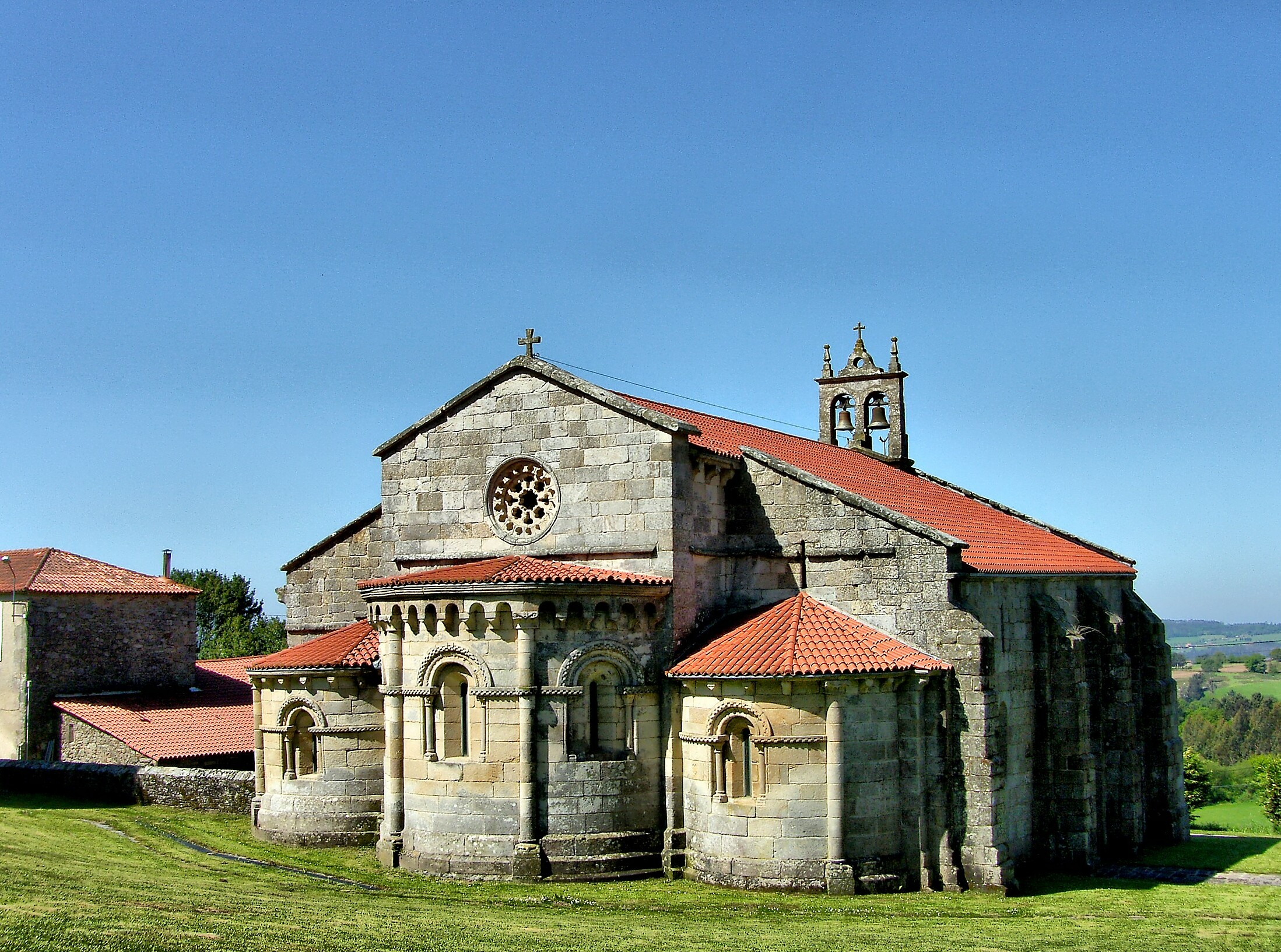
Santa Maria de Mezonzo en Vilasantar

Contrajo matrimonio con Paterna Gundesíndiz (fallecida antes de diciembre de 955), con quien aparece en 916 adquiriendo ciertas propiedades, hija de Gundesindo y Senior, de quien tuvo los siguientes hijos:
- Sisnando Menéndez (m. 968) obispo de Iria Flavia.[11] Fue «desposeído de sus prerrogativas episcopales a favor de san Rosendo de Celanova» debido a su enfrentamiento contra el rey Sancho I de León, aunque después las recuperó. Murió en combate luchando contra los invasores normandos.[12]
- Rodrigo Menéndez,[6] duque y dueño del castillo de Aranga y esposo de la condesa Elvira Aloítez.[13] Un hijo de este matrimonio, el conde Gutierre Rodríguez de Aranga se casó con Gundesinda y fueron los padres de Ilduara Gutiérrez, madre de Elvira de Faro, la esposa del conde Froila Bermúdez,[8] padres de varios hijos, entre ellos el conde Pedro Froilaz. Es a través de este matrimonio que el monasterio de Sobrado fue heredado por los hermanos Fernando y Bermudo Pérez de Traba.
- Una hija, cuyo nombre se desconoce, que fue la esposa de García Íñiguez. En 984, una hija de este matrimonio, Jimena Garcés, en un documento del monasterio de Sobrado, nombra a sus padres y a sus tíos por parte de madre, Sisnando y Rodrigo.[14]